# Svinkløv
Svinkløv er et lille beboet område i yderkanten Svinkløv Klitplantage, Jammerbugt kommune, og består primært af en campingplads, Svinkløv Camping, og et badehotel ved stranden, Svinkløv Badehotel.